# Сакурай Такао
Такао Сакурай (яп. 桜井 孝雄; 25 вересня 1941, Префектура Тіба, Японія — 10 січня 2012, Токіо, Японія) — японський боксер, олімпійський чемпіон 1964 року. 

## Аматорська кар'єра
Олімпійські ігри 1964 
- 1/16 фіналу. Переміг Браяна Пакера (Велика Британія) 4-1
- 1/8 фіналу. Переміг Ісаака Аріє (Гана) 5-0
- 1/4 фіналу. Переміг Ніколае Пуіу (Румунія) 5-0
- 1/2 фіналу. Переміг Вашингтона Родрігеса (Уругвай) 5-0
- Фінал. Переміг Чон Сін Джо (Південна Корея) RSC